# WHTZ
WHTZ, mieux connue sous le nom de Z100, est une station de radio qui couvre le Grand New York, en émettant sur la fréquence FM 100.3 MHz. Licencée à Newark dans le New Jersey, son propriétaire est l'entreprise Clear Channel Communications. L'émetteur de la station est localisé au sommet de l'Empire State Building. Son slogan est "New York's Hit Music Station" (« La Hit Music radio de New York »).